# 수첩

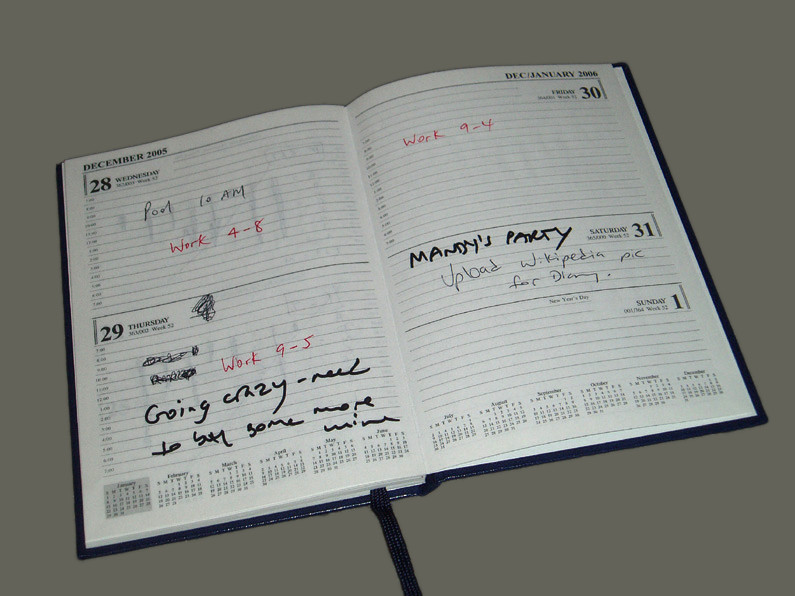
수첩의 모습

수첩(문화어: 목책) 또는 다이어리(영어: diary)는 손에 지닐 수 있을 만큼 작은 공책으로, 약속 관리, 메모 등에 사용된다.
메모 공간과 함께 일년 중 매일의 이벤트를 기록하기 위한 공간이 있는 작은 책이다. 일반적으로 시작과 끝의 다양한 페이지에 지도와 전화번호를 포함할 수 있는 다양한 참조 정보가 포함되어 있고, 끝 부분에는 짧은 주소록 페이지가 포함되어 있다. 대부분의 수첩은 표지에 특정 연도가 미리 인쇄되어 있다. 각 요일의 공간을 활용하여 요일과 함께 인쇄할 수 있었다. 하지만, 어느 해에나 쓸 수 있는 만년 다이어리도 제작된다. 페이지 마커 리본이 일반적으로 포함된다. 미국 세관의 공식 수첩의 정의는 다음과 같다: "일일 기록을 유지하기 위해 준비된 책 또는 일일 메모 및 메모를 위한 날짜가 인쇄된 공간이 있는 책" 일반 사람들이나 회원에게 중요한 문제에 대한 일일 메모가 포함된 달력에도 적용된다. 즉, 특정 직업, 직업 또는 추구에 관한 것이다.
생산되는 주요 다양한 크기는 소형 포켓 다이어리와 대형 데스크 다이어리이며, 둘 다 다양한 크기로 제공된다. 어떤 크기든 약속 수첩이라고 부를 수 있으며, 특히 위 그림과 같이 하루 중 각 기간에 대한 선이 미리 인쇄되어 있는 더 큰 수첩이다. 매우 다양한 레이아웃 형식이 판매된다.

## 같이 보기
- 공책
- 메모지